# Free Guy
Free Guy je americká sci-fi akční komedie z roku 2021. Film režíroval Shawn Levy, scénář napsal Matt Lieberman a Zak Penn. V hlavních rolích se představil Ryan Reynolds, Jodie Comer, Joe Keery a Lil Rel Howery.
Film ukazuje příběh Chlápka (v originále Guy), bankovního úředníka, který zjistí, že je nehratelná postava ve videohře. Chlápek se rozhodne změnit svůj život a pomoci tvůrci originální videohry najít důkaz, že majitel videohry ve které je Chlápek, je pouze ukradená kopie.

## Obsazení
- Ryan Reynolds jako Chlápek
- Jodie Comer jako Millie Rusk / Molotov Girl[3]
- Joe Keery jako Walter "Keys" McKey
- Lil Rel Howery jako Kámoš[4]
- Utkarsh Ambudkar jako Mouser[5]
- Taika Waititi jako Antwan Hovachelik

Dále Mike Devine jako strážník Johnny, Britne Oldford jako Baristka, Matty Cardarople, Channing Tatum, Chris Evans, Alex Trebek, Pokimane, Ninja, Tina Fey, Hugh Jackman, Dwayne Johnson a John Krasinski.